# Echinoaesalus timidus
Echinoaesalus timidus es una especie de coleóptero de la familia Lucanidae.

## Distribución geográfica
Habita en Tailandia, en la Península de Malaca, Borneo y Sumatra.